# Ischyrocerus latipes
Ischyrocerus latipes är en kräftdjursart som beskrevs av Henrik Nikolai Krøyer 1842. Ischyrocerus latipes ingår i släktet Ischyrocerus och familjen Ischyroceridae. Inga underarter finns listade i Catalogue of Life.